# Ratković
Ratković (cyr. Ратковић) – wieś w Serbii, w okręgu pomorawskim, w gminie Rekovac. W 2011 roku liczyła 352 mieszkańców.